# Ачера
Ачера (на италиански: Acerra; на латински: Acerrae) e град и община в провинция Неапол, регион Кампания, в Южна Италия. Намира се на 15 км североизточно от Неапол.
Има 55 527 жители (31 декември 2009).
Градът е основан от оските и е важен град в Съюза на дванадесетте етруски града. Получава пръв в региона през 332 пр.н.е. титлата „civitas sine suffragio“ (град без право на гласуване). През Средновековието Ачера e лангобардско графство на фамилиите Медания и Аквино.